# Händel-Werke-Verzeichnis
Händel-Werke-Verzeichnis (абревіатура HWV) — це каталог творів Георга Фрідріха Генделя. Він був опублікований у трьох томах (німецькою мовою) Берндом Базельтом між 1978 і 1986 роками і містить перелік усіх відомих музичних творів Генделя, а також кілька перших тактів кожного твору та велику кількість фактичної інформації, зокрема, джерела рукописів, ранні відтиски, фотографії, фальшиві роботи тощо. 
Каталог повних партитур творів Генделя містять Händel-Gesellschaft і Hallische Händel-Ausgabe.

## Нумерація творів в каталозі HWV
У каталозі пронумеровані всі відомі твори Генделя від 1-го до останнього 612-го номера HWV. Послідовність номерів HWV не представляє хронологічної послідовності дат створення творів. Каталог розподіляє твори на 24 музичні категорії. Нумерація творів в музичних категоріях упорядковує хронологічно дати композицій в межах кожної категорії. Наприклад, один з найвідоміших творів композитора — ораторія для солістів, хору й оркестру «Месі́я» позначена в категорії «Ораторії» під номером HWV 56, створена композитором в 1741 році, натомість опера «Агрипина» позначена в каталозі в категорії «Опери» під номером HWV 6 — в 1710 році.
У таблиці представлені музичні категорії та діапазони номерів HWV творів Генделя.
| Том   | Номери HWV                           | Категорія                      |
| ----- | ------------------------------------ | ------------------------------ |
| Т. 01 | 1–42                                 | Опери                          |
| Т. 02 | 43–45, 218                           | Музика для вистав              |
| Т. 03 | 46–48, 50–71                         | Ораторії                       |
| Т. 04 | 49, 72–76                            | Оди, серенади                  |
| Т. 05 | 77–177                               | Кантати                        |
| Т. 06 | 178–199                              | Італійські дуети               |
| Т. 07 | 200, 201                             | Італійські тріо                |
| Т. 08 | 202–210, 284—286                     | Гімни                          |
| Т. 09 | 211–217, 219—225, 227                | Італійські арії                |
| Т. 10 | 226, 228                             | Англійські пісні               |
| Т. 11 | 229                                  | Німецькі церковні кантати      |
| Т. 12 | 230, 233, 234                        | Італійські духовні кантати     |
| Т. 13 | 231, 232, 235—245, 269—274, 276, 277 | Латинська церковна музика      |
| Т. 14 | 246–268                              | Антеми                         |
| Т. 15 | 278–283                              | Літургійна композиція          |
| Т. 16 | 287–311, 343                         | Концерти                       |
| Т. 17 | 312–335                              | Concerto grosso                |
| Т. 18 | 336–342, 344—345, 347—356, 413       | Оркестрові твори               |
| Т. 19 | 357–379, 406—409, 412, 419—421       | Соло сонати                    |
| Т. 20 | 380–405                              | Тріо сонати                    |
| Т. 21 | 346, 410, 411, 414—418, 422—424      | Твори для духового оркестру    |
| Т. 22 | 305b, 425—612                        | Клавірні твори                 |
| Т. 23 | A1, A3, A4, A6–A9, A10, A12          | Аранжування інших композиторів |
| Т. 24 |                                      | Твори, відсутні в каталозі     |

У системі нумерації HWV є деякі прогалини, тому наведена вище таблиця корисна лише як довідник. Загальна кількість чисел HWV не означає, що Гендель написав 612 творів. Існування ненумерованих творів, втрачених творів, неправильно атрибутованих творів, фіктивних фальшивих творів, варіантів (наприклад, HWV 251 a–d), згрупованих творів (наприклад, HWV 229 1–7), аранжувань (наприклад, HWV 482 1–4) унеможливлює визначення точної кількості творів Генделя.